# Massimiliano Neri
Massimiliano Neri (ur. 14 czerwca 1977 r. w Neapolu) – włoski model.

## Życiorys

### Wczesne lata
Urodził się i wychowywał w Neapolu, we Włoszech, w dobrze usytuowanej rodzinie doświadczonych wykwalifikowanych i instruktorów jazdy konnej. Jako nastolatek zaangażował się w sport i uprawiał profesjonalnie jeździectwo.

### Kariera
W 1995 r. podczas wakacji w Capri, gdy miał 17 lat, fotograf Bruce Weber zrobił mu kilka zdjęć na sesji zdjęciowej z Heleną Christensen i Alexem Lundqvist do kampanii Versace. Miesiąc później, do Neapolu przyjechał Jack Pierson i też zrobił z nim kilka zdjęć, które pojawiły się w książce "Self Portrait" (Każdy z nich) wraz z Bradem Pittem, Snoopem Doggiem, Naomi Campbell, Bradem Pittem, Antonio Sabato Jr. i Michaelem Berginem.
Swoje zdjęcia wysłał do kilku agencji modelek w Mediolanie. Niemal natychmiast Neri stał się znany wśród projektantów mody, a pracował dla Gianfranco Ferré, Iceberg, Krizia, Versus i Dolce & Gabbana. Jednak powszechnie stał się rozpoznwalny po dokonaniu reklamy telewizyjnej okularów Versace, która została pokazana w całej Europie. W Nowej Zelandii wystąpił w reklamie telewizyjnej Levi Strauss & Co. W 1996 roku opuścił Mediolan i pracował jako model w Sydney, Auckland, Tokio, Miami i Nowym Jorku. W 1998 roku zamieszkał w Paryżu. Po światowej kampanii dla RoccoBarocco, wraz z modelkami Natalią Vodianovą i Alessandrą Ambrosio, porzucił świat mody.
W 2002 roku, po ukończeniu szkoły biznesu we Francji i uzyskaniu tytułu magistra ekonomii finansowego z Uniwersytetu w Leicester, w Anglii, w 2003 roku wrócił do Neapolu, gdzie otworzył własną restaurację sushi.